# 駿河トラフ

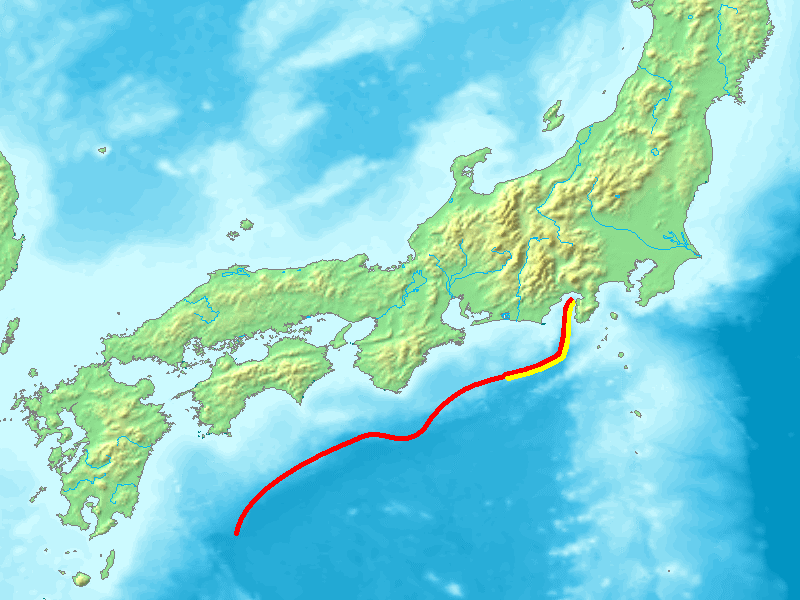
駿河トラフの位置（黄線）

駿河トラフ（するがトラフ、英: Suruga Trough、－舟状海盆）は、駿河湾内の海底地形。伊豆海脚・金洲ノ瀬付近のトラフ狭窄部より北方を駿河トラフ、南方を南海トラフと呼称される。南海トラフ同様、南側のフィリピン海プレートが北側の陸側プレート下に沈み込んでいるとされており、収束型境界の代表地形として南海トラフの一部に含まれることもある。伊豆半島を挟んで、東側には相模トラフがある。

## 駿河トラフにおける地震
この地域では1854年（安政元年）の安政東海地震（東南海地震の震源域含む）以降、巨大地震が発生しておらず地震空白域となっている。ユーラシアプレートの下にフィリピン海プレートが常に潜り込みを続けており、駿河トラフで東海地震が発生すると考えられている。ただし、駿河トラフ部のみを震源とする巨大地震（東海地震）が過去に単独発生した形跡は、これまでのところ確認されていない。

### 地震観測
1978年の「大規模地震対策特別措置法」以降に気象庁により東海地震の想定震源域の海底には、水圧計、ケーブル式海底地震計、傾斜計などの地震や地殻変動を常時連続的に観測する施設が集中的に配置され地震観測網が構築されている。
- 1979年、御前崎沖に東海沖ケーブル式常時海底地震観測システム（総長約 150km、地震計：4箇所）[4]
- 2008年、東海沖ケーブル式常時海底地震観測網の西方海域にの東海・東南海沖ケーブル式常時海底地震観測システム （総長約 220km、地震計：5箇所、津波計装置3台）[5][6]